# 恩里克一世 (葡萄牙)
恩里克一世（1512年1月31日—1580年1月31日），第十七位葡萄牙和阿爾加維國王（1578年至1580年在位）。他是葡萄牙國王曼紐一世的第五子，母親是亞拉岡的瑪麗亞。若昂三世之弟、前任國王塞巴斯蒂安之叔祖父。
恩里克本為樞機，由於若昂三世的子嗣大多在他去世前逝世，1557年當若昂三世之子若昂王子的遺腹子塞巴斯蒂昂在若昂三世死後繼位後，恩里克便是王位繼承人。1578年，當塞巴斯蒂昂一世戰死在非洲以後，因為沒有留下任何子嗣。反覆商議後，大家決定推舉從前的攝政王、塞巴斯蒂安的叔祖父恩里克以66歲高齡還俗成為葡萄牙王國阿維什王朝最後一個國王。由於他沒有子嗣，恩里克繼位後本想娶妻而得到子嗣。但當時的教皇額我略十三世與哈布斯堡王室關係良好，所以不肯解除恩里克的誓言而准許他娶妻。由於其主教的身份，使他不可能娶妻有子嗣，所以他在位的這兩年也就是個過渡，王位繼承權的問題還是要解決。
王位的合適人選都是曼努埃爾的幾個孫子身上。其中呼聲最高的有三個人：曼努埃爾一世第六子杜阿爾特王子之次女布拉干薩公爵夫人卡塔琳娜、曼努埃爾一世次子路易斯之私生子克拉托修道院院長安東尼奧和曼努埃爾一世的外孫西班牙國王腓力二世。但是卡塔琳娜是個女人（其夫不但聲名狼藉、不得人心，更是西王腓力的熱切支持者），安東尼奧是私生子出身，只有腓力二世實力最雄厚，擁有當時最強海軍“無敵艦隊”，論出身他也是曼努埃爾一世的根紅苗正的外孫。如果按当时习俗，正统的继承人应为杜阿尔特王子的已故长女玛丽亚遗下的长子拉努乔，但拉努乔的父亲帕爾馬公爵亚历桑德罗是腓力二世的支持者，使得拉努乔的王位继承权未得支持，呼声甚至不如他的姨母卡塔琳娜。貴族和社會上的要人都傾向於腓力二世。而下層民眾堅決主張維護國家的完全獨立。這種局面使上層人物惶恐不安，因爲上一個朝代末年1383年的動亂和危機就是由於人民對王位繼承問題的不滿而引起的。如果這次再處理不當，很有可能又引起一場葡萄牙與西班牙之間的戰爭。
爲了和平解決王位繼承問題，恩里克一世邀請幾個擁有合法繼承權的王位候選人或他們的代表來參加爲解決王位繼承問題而召開的宮廷會議，並要求他們必須宣誓絕對服從將來提出的解決方案。但是腓力二世拒絕這項提議，並宣稱他的地位是無可爭議的。1579年，會議在缺少西班牙方面代表的情況下在阿爾梅林召開。在兩名葡萄牙候選人中，布拉干薩公爵夫人卡塔琳娜在沒有支持者的情況下自動退出了競爭。這樣，克拉托修道院院長安東尼奧便受到了平民的擁戴。但是這種擁戴反而使他受到了貴族的猜忌和排擠。因爲他們害怕1383至1385年間的空位時期再出現。另一方面，恩里克一世也不喜歡他，還簽署了一道命令，以「為了我的王國和臣民的幸福安寧」為理由，逼迫安東尼奧離開葡萄牙。與此同時，腓力二世在兩國邊境囤積了重兵，等待著合適的機會。在貴族代表和平民代表的爭吵中，在西班牙人的武力威脅下，這場會議終究沒有整出個所以然來。1580年，紅衣主教恩里克逝世，在他的遺囑中沒有提及誰來繼承王位，只是任命了一個由五個人組成的聯合執政政府，在新國王產生之前暫時代行國王的職責。最終在他死後腓力二世派阿爾巴公爵率領西班牙軍隊攻入葡萄牙擊敗安東尼奧的軍隊，葡萄牙王位就因此轉入西班牙哈布斯堡王朝之下。
| 恩里克一世阿維斯王朝出生于：1512年1月31日逝世於：1580年1月31日 | 恩里克一世阿維斯王朝出生于：1512年1月31日逝世於：1580年1月31日 | 恩里克一世阿維斯王朝出生于：1512年1月31日逝世於：1580年1月31日 |
| 統治者頭銜                                                     | 統治者頭銜                                                     | 統治者頭銜                                                     |
| -------------------------------------------------------------- | -------------------------------------------------------------- | -------------------------------------------------------------- |
| 前任： 塞巴斯蒂昂一世                                          | 葡萄牙和阿爾加爾维國王 1578年－1580年                          | 繼任： 腓力二世                                                |